# FAM174B
FAM174B (англ. Family with sequence similarity 174 member B) – білок, який кодується однойменним геном, розташованим у людей на 15-й хромосомі. Довжина поліпептидного ланцюга білка становить 159 амінокислот, а молекулярна маса — 16 967.
| 10         |  | 20         |  | 30         |  | 40         |  | 50         |
| ---------- |  | ---------- |  | ---------- |  | ---------- |  | ---------- |
| MRAVPLPAPL |  | LPLLLLALLA |  | APAARASRAE |  | SVSAPWPEPE |  | RESRPPPGPG |
| PGNTTRFGSG |  | AAGGSGSSSS |  | NSSGDALVTR |  | ISILLRDLPT |  | LKAAVIVAFA |
| FTTLLIACLL |  | LRVFRSGKRL |  | KKTRKYDIIT |  | TPAERVEMAP |  | LNEEDDEDED |
| STVFDIKYR  |  |            |  |            |  |            |  |            |

A: Аланін

C: Цистеїн

D: Аспарагінова кислота

E: Глутамінова кислота

F: Фенілаланін

G: Гліцин

I: Ізолейцин

K: Лізин

L: Лейцин

M: Метіонін

N: Аспарагін

P: Пролін

R: Аргінін

S: Серин

T: Треонін

V: Валін

W: Триптофан

Локалізований у мембрані.